# Cúp các câu lạc bộ đoạt cúp bóng đá quốc gia châu Á 1997–98
Đội vô địch Cúp các câu lạc bộ đoạt cúp bóng đá quốc gia châu Á 1997–98, giải thi đấu bóng đá được tổ chức bởi AFC, được liệt kê bên dưới.

## Vòng Một

### Tây Á
| Đội 1            | TTS      | Đội 2               | Lượt đi | Lượt về |
| ---------------- | -------- | ------------------- | ------- | ------- |
| Kairat Almaty    | 4–2      | Vakhsh Qurghonteppa | 3–0     | 1–2     |
| Köpetdag Aşgabat | 6–3      | Neftchi Farg'ona    | 4–0     | 2–3     |
| Al Shabab        | 4–31     | Al Ahli Hudayda     | 2–0     | 2–3     |
| Al Nijmeh        | 0–3      | Al Ittihad          | 0–0     | 0–3     |
| Bahrain club     | 4–5      | Kazma               | 2–3     | 2–2     |
| Al-Seeb          | 3–4      | Al Shorta           | 3–2     | 0–2     |
| Bargh Shiraz     | miễn đấu |                     |         |         |
| Al-Nassr         | miễn đấu |                     |         |         |
| AiK Bishkek      | bỏ cuộc  |                     |         |         |

1 Cả hai trận đấu đều diễn ra ở Các Tiểu vương quốc Ả Rập Thống nhất

### Đông Á
| Đội 1                   | TTS      | Đội 2                  | Lượt đi | Lượt về |
| ----------------------- | -------- | ---------------------- | ------- | ------- |
| East Bengal             | 11–0     | Tribhuvan Club         | 8–0     | 3–0     |
| Old Benedictines        | 0–8      | Abahani KC             | 0–5     | 0–3     |
| Beijing Guoan           | 12–01    | New Radiant            | 4–0     | 8–0     |
| Instant Dict            | 3–6      | Singapore Armed Forces | 2–3     | 1–3     |
| Suwon Samsung Bluewings | 9–1      | Hải Quan               | 5–1     | 4–0     |
| Royal Thai Air Force    | 2–1      | Melaka Telekom         | 0–0     | 2–1     |
| Verdy Kawasaki          | miễn đấu |                        |         |         |
| PSM Makassar            | miễn đấu |                        |         |         |

1 Cả hai trận đấu đều diễn ra ở Trung Quốc, lượt đi ở Bắc Kinh, lượt về ở Ôn Châu.

## Vòng Hai

### Tây Á
| Đội 1         | TTS    | Đội 2            | Lượt đi | Lượt về |
| ------------- | ------ | ---------------- | ------- | ------- |
| Kairat Almaty | 3–3(a) | Köpetdag Aşgabat | 3–1     | 0–2     |
| Al Shabab     | (w/o)1 | Al-Nassr         |         |         |
| Bargh Shiraz  | 2–3    | Al Shorta        | 1–1     | 1–2     |
| Al Ittihad    | 1–02   | Kazma            | 1–0     | 0–0     |

1 Al Shabab bỏ cuộc 

2 Cả hai trận đấu đều diễn ra ở Qatar

### Đông Á
| Đội 1                  | TTS | Đội 2                   | Lượt đi | Lượt về |
| ---------------------- | --- | ----------------------- | ------- | ------- |
| Royal Thai Air Force   | 1–2 | PSM Makassar            | 1–2     | 0–0     |
| Singapore Armed Forces | 0–8 | Suwon Samsung Bluewings | 0–2     | 0–6     |
| Abahani KC             | 0–3 | Bắc Kinh Quốc An        | 0–1     | 0–2     |
| Verdy Kawasaki         | 5–3 | East Bengal             | 5–2     | 0–1     |

## Tứ kết

### Tây Á
| Đội 1            | TTS | Đội 2      | Lượt đi | Lượt về |
| ---------------- | --- | ---------- | ------- | ------- |
| Köpetdag Aşgabat | 5–1 | Al Shorta  | 4–0     | 1–1     |
| Al-Nassr         | 3–2 | Al Ittihad | 0–0     | 3–2     |

### Đông Á
| Đội 1          | TTS  | Đội 2                   | Lượt đi | Lượt về |
| -------------- | ---- | ----------------------- | ------- | ------- |
| Verdy Kawasaki | 0–3  | Beijing Guoan           | 0–2     | 0–1     |
| PSM Makassar   | 0–13 | Suwon Samsung Bluewings | 0–1     | 0–12    |

## Bán kết
| Al-Nassr                                    | 2–1 | Köpetdag Aşgabat |
| ------------------------------------------- | --- | ---------------- |
| Mohaisen Al-Jam'an 10' · Majed Abdullah 39' |     | Magdiýew 79'     |

| Beijing Guoan | 0–5 | Suwon Samsung Bluewings                                                |
| ------------- | --- | ---------------------------------------------------------------------- |
|               |     | Olariu 36' · Lee Ki-Hyung 58' · Park Kun-Ha 73' (p) 84' · Cho Hyun 90' |

## Trận tranh hạng ba
| Beijing Guoan | 4–1 | Köpetdag Aşgabat |
| ------------- | --- | ---------------- |
|               |     |                  |

## Chung kết
| Al-Nassr            | 1–0 | Suwon Samsung Bluewings |
| ------------------- | --- | ----------------------- |
| Hristo Stoichkov 9' |     |                         |

## Đội vô địch
| Cúp các câu lạc bộ đoạt cúp bóng đá quốc gia châu Á 1997–1998 Al-Nassr Danh hiệu đầu tiên |